# パナソニック教育財団
公益財団法人パナソニック教育財団（パナソニックきょういくざいだん）は「次世代を担う子どもたちの『未来をつくる創造力と豊かな人間性』を育む活動」に取り組んでいる公益財団法人。
- 1973年　松下視聴覚教育研究財団を設立
- 2004年　松下教育研究財団に名称変更
- 2008年　パナソニック教育財団に名称変更
- 2011年　内閣府より認定を受け公益財団法人パナソニック教育財団に

## 概要
- 所在：東京都港区虎ノ門1-1-10　第2ローレルビル6階
- 設立：1973年12月
- 理事長：小野元之

## 主な事業
- 実践研究助成

学力向上や人間力向上などの教育課題の改善に、ICTを効果的に活用して取組む教育実践に対して助成を行う。
助成は1年間の研究を対象にし、毎年約70件に対して、各50万円の助成金を贈呈。応募資格は小・中・高等学校、特別支援学校、教育センターなどの団体。
また、2年間の継続研究に対して助成する「特別研究指定校」の制度があり、実践の過程や成果を広く公開している。
応募資格は小・中学校、助成金額は150万円で毎年4件程度が対象である。
さらに、学校現場に詳しい大学の研究者が1年間に3回（合計6回）学校を訪問し、相談・アドバイスを行う。
- 先導的実践研究助成

大学等の高等教育機関の研究者が行う、学校の教育実践活動を支援・助言する研究や、実践活動のヒントあるいはモデルとなる研究に対して助成を行う。
研究のプロセスや成果を財団のホームページなどを通じて、学校現場の教員に役に立つ形で発信。
- ICT研修事業

デジタルテレビや電子黒板などのICT機器を授業の中で活用するための研修事業を展開している。
多くの教員が授業ですぐに使える研修教材を提供し、校内研修などで利用できるようにしている。
- 研究活動

ICTの教育利用に関する研究活動を、研究者や関連団体と共同で行っている。
- こころを育む総合フォーラム

日本人の心の荒廃に危機感を抱き、これに歯止めをかけたいとの思いを共有する有識者16名が集い、「こころを育む総合フォーラム」が設立。
公開シンポジウムや出版物、優れた活動の表彰などを通じて、こころを育む活動を応援している。